# Tomaspis
Tomaspis is een geslacht van halfvleugeligen uit de familie schuimcicaden (Cercopidae). De wetenschappelijke naam van dit geslacht is voor het eerst geldig gepubliceerd in 1843 door Amyot & Serville.

## Soorten
Het geslacht Tomaspis omvat de volgende soorten:
- Tomaspis aequinoctialis Jacobi, 1908
- Tomaspis aguirrei Berg, 1879
- Tomaspis apicalis (Le Peletier de Saint-Fargeau & Serville, 1825)
- Tomaspis apicifasciata Fowler, 1897
- Tomaspis basifura Melichar, 1912
- Tomaspis biolleyi (Distant, 1900)
- Tomaspis bipars (Walker, 1858)
- Tomaspis bobischi Jacobi, 1908
- Tomaspis cingula Melichar, 1915
- Tomaspis combusta Distant, 1909
- Tomaspis costalimar Franco, 1953
- Tomaspis crocea (Walker, 1851)
- Tomaspis cruralis (Stål, 1862)
- Tomaspis cruxminor Fowler, 1896
- Tomaspis curvata Melichar, 1915
- Tomaspis discoidea Melichar, 1915
- Tomaspis dissimilis Distant, 1909
- Tomaspis distincta (Distant, 1878)
- Tomaspis erigenea Breddin, 1904
- Tomaspis fasciatipennis (Stål, 1862)
- Tomaspis fimbriolata (Stål, 1854)
- Tomaspis flexuosa (Walker, 1851)
- Tomaspis fryi Distant, 1909
- Tomaspis funebris Distant, 1909
- Tomaspis furcata (Germar, 1821)
- Tomaspis handlirschi Fowler, 1897
- Tomaspis includens (Walker, 1858)
- Tomaspis inclusa (Walker, 1858)
- Tomaspis insignita Fowler, 1897
- Tomaspis intermedia Fowler, 1897
- Tomaspis jamaicensis Distant, 1909
- Tomaspis kuhlgatzi Jacobi, 1908
- Tomaspis lanio (Le Peletier de Saint-Fargeau & Serville, 1825)
- Tomaspis laterinotata Fowler, 1897
- Tomaspis lepida (Stål, 1862)
- Tomaspis livida Jacobi, 1908
- Tomaspis melanoptera (Germar, 1821)
- Tomaspis miles Fowler, 1897
- Tomaspis nigricans Amyot & Serville, 1843
- Tomaspis nigritarsis (Stål, 1862)
- Tomaspis nigrofasciata Melichar, 1908
- Tomaspis nolckeni Fowler, 1896
- Tomaspis ochraceorosea Lallemand, 1924
- Tomaspis pellucens (Stål, 1862)
- Tomaspis perezii Berg, 1879
- Tomaspis petrificata (Germar, 1821)
- Tomaspis phantastica Breddin, 1904
- Tomaspis picata Fowler, 1896
- Tomaspis platensis Berg, 1883
- Tomaspis posticata (Stål, 1855)
- Tomaspis praenitidia Fowler, 1897
- Tomaspis proserpina Distant, 1909
- Tomaspis pulchralis Valdes Ragues, 1910
- Tomaspis rhodopepla Breddin, 1904
- Tomaspis rubripennis (Blanchard & Brulle, 1846)
- Tomaspis ruficollis (Fallou, 1890)
- Tomaspis rufopicea (Walker, 1852)
- Tomaspis semiflava (Stål, 1854)
- Tomaspis semilutea (Stål, 1854)
- Tomaspis semimaculata Fowler, 1897
- Tomaspis semirufa Melichar, 1915
- Tomaspis simplex (Walker, 1858)
- Tomaspis solita Melichar, 1915
- Tomaspis spectabilis Distant, 1909
- Tomaspis stygia Fowler, 1897
- Tomaspis tibialis (Signoret, 1862)
- Tomaspis tripars (Walker, 1858)
- Tomaspis venosa (Walker, 1851)
- Tomaspis veteranus Jacobi, 1908
- Tomaspis vinula (Stål, 1854)
- Tomaspis walkeri Lallemand, 1912
- Tomaspis xanthocephala (Walker, 1858)